# チャオ石
チャオ石(Chaoite)とは、その存在について真偽が争われている炭素の同素体で出来た鉱物である。バイエルン州にあるリース・クレーターで衝撃融合したグラファイトの片麻岩として発見された。グラファイトよりも若干固く、反射色は灰色から白色であると記述される。電子回折パターンから、カルビンの構造を取っていると考えられている。後の研究ではこの結果を疑問視し、電子回折パターンは泥の混入によるものであると指摘している。

## セラファイト
グラファイトを2700Kから3000Kで昇華させるか、高真空下でレーザーを照射することによって、純粋なチャオ石を作ることができるとされ、セラファイト(Ceraphite)と呼ばれる。